# Weslaco
Weslaco est une ville du comté de Hidalgo, dans le sud du Texas. Sa population était de 35 670 habitants en 2010.

## Origine du nom
Le nom Weslaco vient de W.E. Stewart Land Company